# Sinwŏn
Sinwŏn (kor. 신원군, Sinwŏn-gun) – powiat w Korei Północnej, w prowincji Hwanghae Południowe. W 2008 roku liczył 83 161 mieszkańców. Graniczy z powiatami Chaeryŏng i Sinch’ŏn od północy, Pyŏksŏng od zachodu, a także z miastem Haeju i powiatem Ch’ŏngdan od południa. Przez powiat przebiega 100-kilometrowa linia kolejowa Hwanghae Ch’ŏngnyŏn, łącząca miasta Haeju i Sariwŏn – będące stolicami odpowiednio prowincji Hwanghae Południowe oraz Hwanghae Północne.

## Historia
Przed wyzwoleniem Korei spod okupacji japońskiej tereny należące do powiatu wchodziły w skład powiatu Chaeryŏng. W obecnej formie powstał w wyniku gruntownej reformy podziału administracyjnego w grudniu 1952 roku. W jego skład weszły wówczas tereny należące wcześniej do miejscowości Sinwŏn, Hasŏng, Sangsŏng, Ŭllyul (3 wsie – wszystkie cztery miejscowości poprzednio należały do powiatu Chaeryŏng), Radŏk (7 wsi), Kŭmsan (3 wsie – obie miejscowości wcześniej znajdowały się w powiecie Pyŏksŏng). Powiat Sinwŏn składał się wówczas z jednego miasteczka (Sinwŏn-ŭp) i 20 wsi (kor. ri). W październiku 1967 roku powiat powiększył się o przyłączoną z powiatu Chaeryŏng wieś Sindŏk.

## Podział administracyjny powiatu
W skład powiatu wchodzą następujące jednostki administracyjne:
| Nazwa jednostki administracyjnej | Rodzaj jednostki administracyjnej | Hangul       | Hancha       |
| -------------------------------- | --------------------------------- | ------------ | ------------ |
| Sinwŏn-ŭp                        | miasteczko                        | 신원읍       | 新院邑       |
| Hasŏng-rodongjagu                | dzielnica robotnicza              | 하성로동자구 | 下成勞動者區 |
| Kŏmch'on-ri                      | wieś                              | 검촌리       | 儉村里       |
| Muhak-ri                         | wieś                              | 무학리       | 舞鶴里       |
| Hwasŏk-ri                        | wieś                              | 화석리       | 花石里       |
| Kyenam-ri                        | wieś                              | 계남리       | 桂南里       |
| Karyŏ-ri                         | wieś                              | 가려리       | 佳麗里       |
| Paek'u-ri                        | wieś                              | 백우리       | 白隅里       |
| Yŏmt'an-ri                       | wieś                              | 염탄리       | 鹽灘里       |
| Jaha-ri                          | wieś                              | 자하리       | 紫霞里       |
| Ryŏngwŏl-ri                      | wieś                              | 령월리       | 靈月里       |
| Sinch'ang-ri                     | wieś                              | 신창리       | 新昌里       |
| Ryulla-ri                        | wieś                              | 률라리       | 栗羅里       |
| Janggŭm-ri                       | wieś                              | 장금리       | 長錦里       |
| Suwŏn-ri                         | wieś                              | 수원리       | 水源里       |
| Ch'ŏngsŏkdu-ri                   | wieś                              | 청석두리     | 靑石頭里     |
| Un'yang-ri                       | wieś                              | 운양리       | 雲陽里       |
| Wŏldang-ri                       | wieś                              | 월당리       | 月堂里       |
| Ayang-ri                         | wieś                              | 아양리       | 峨洋里       |
| Sindŏk-ri                        | wieś                              | 신덕리       | 新德里       |